# Roca Foradada (la Pobla de Segur)

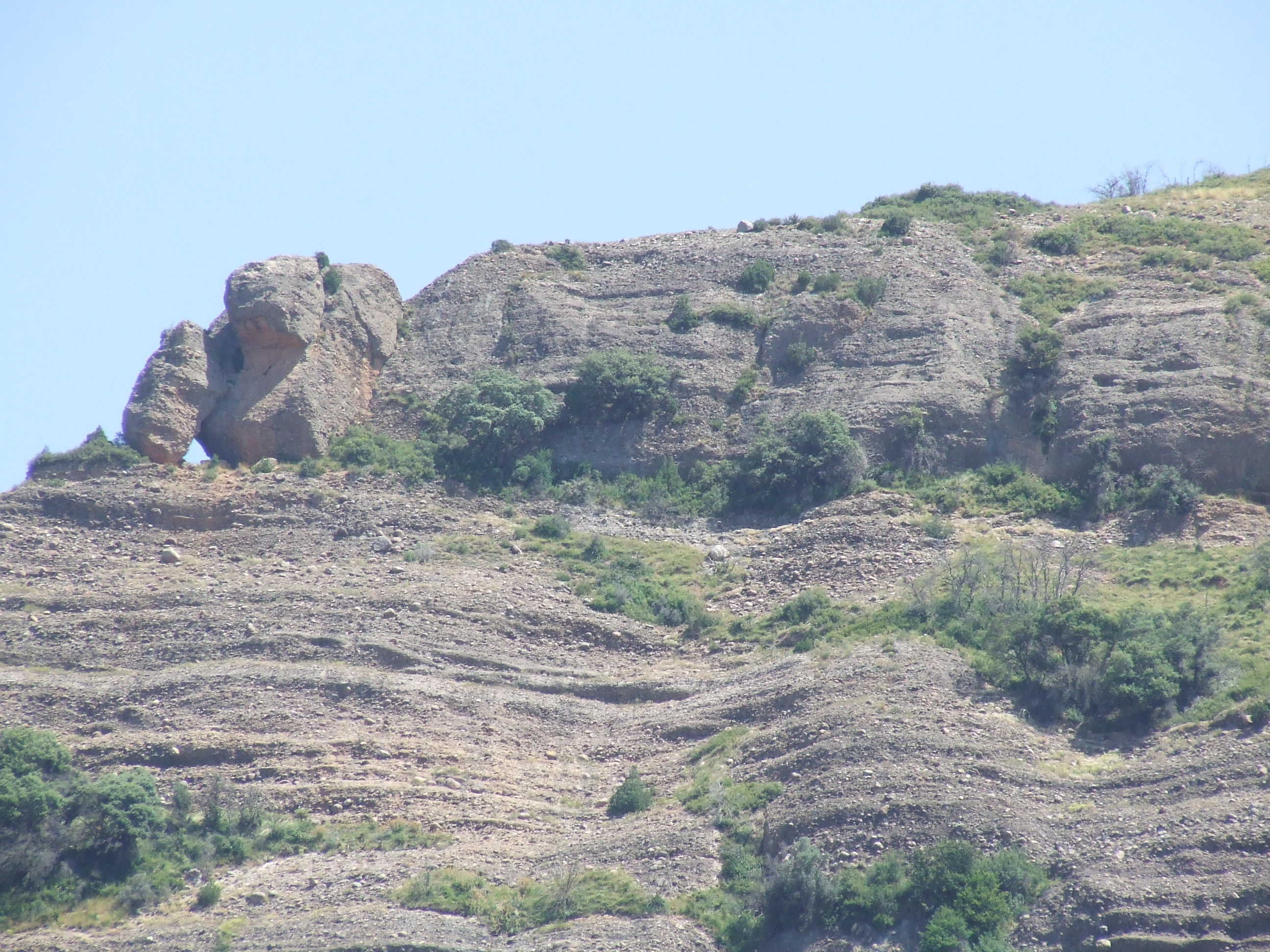
La roca foradada que dona nom a la muntanya

La Roca Foradada és una cinglera situada en el terme municipal de la Pobla de Segur, al Pallars Jussà. Segons el mapa de l'"Institut Cartogràfic i Geològic de Catalunya" també és un cim situat molt per sobre de la cinglera, a 1.054,3 metres d'altitud, per sobre del pas del Llop, equipat amb graons metàl·lics i una cadena. Però el punt més alt de la cinglera és a 1023 metres d'altitud, al costat d'on hi ha la senyera. De la Roca Foradada arrenquen cap al nord els Rocs de Sant Aventí i la Cresta de Gelat.
És a la part nord-oest del terme, al nord-est del Pui de Segur.